# インカ神話

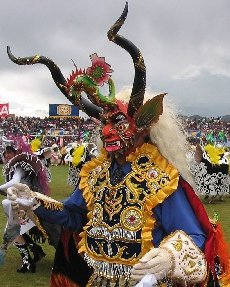
死の神、スーパイ

インカ神話（インカしんわ）はインカ民族（ケチュア族）に伝わる神話であるが、ここでは、『ペルーの神話』『アンデスの神話』などと呼ばれるアンデス山脈の諸民族の神話の総称と定義して解説する。

## 神話の背景

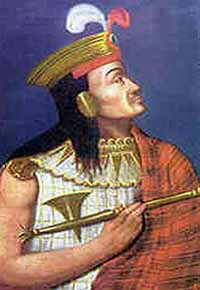
皇帝アタワルパ

アンデス山脈の高地や海岸の砂漠地帯に発展したアンデスの諸民族は、それぞれが民族固有の神話伝承を口承で語り継いでいた。
しかしインカ帝国が15世紀末頃にこれら諸民族を統一すると、インカ民族の言語であるケチュア語を普及させるとともに、国家宗教である太陽の神殿祭祀を推し進めた。
各地の伝承はインカ民族の伝承や神話が入り込んで変容し、さらに民族固有の伝統が変化したり言語が失なわれたりすることもあった。
1532年から翌年にかけ、フランシスコ・ピサロらスペイン人の侵攻を受け、皇帝アタワルパを殺され首都クスコを奪われたインカ帝国は崩壊した。
地元民は、戦乱だけでなくヨーロッパ大陸から入ってきた病気によって、地区によっては全滅した例もあった。
さらにカトリック教会が従来の宗教に弾圧を加えた。
アンデスでは文字を使用していなかったため、スペイン人に征服される前の神話伝承の記録は、こうした出来事の中で多くが失われたと考えられている。
アンデスに侵入してきたスペイン人のうちの少数や、読み書きができるメスティーソとインディオが、神話などの口承を記録した。
これらは記録者の価値観によって内容が歪曲されている可能性がある。
たとえばワマン・ポマの記録は貴重な内容であるものの、キリスト教の影響が濃く出ているとされている。
また記録者によっては、神話を聖書に沿った内容に改変したり、聖書に伝えられた出来事を重ねようとして神話を歪めたりする例もあった。
しかし、まだヨーロッパ文明の影響を受けていない征服間もない時期の記録には、インカの伝承、国家的な祭祀の様子が詳しく書かれている。

## 主な神話

### 創世神話

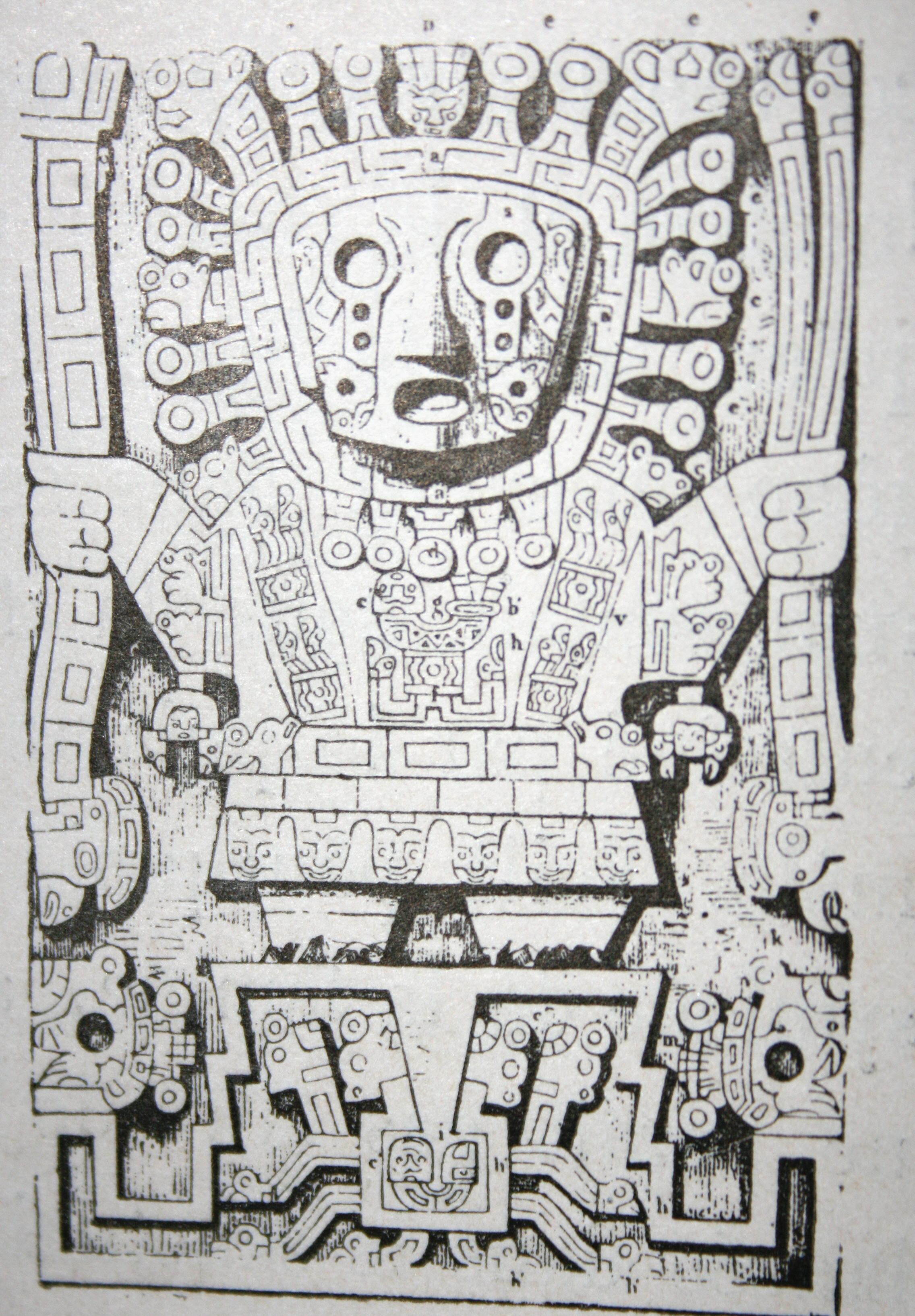
創造神ビラコチャ

ペルー南部高地の伝統的な創造神ビラコチャは、インカ民族に伝わる神であり、多くの記録者による異伝がある。
海岸地域では、太陽と兄弟であるとされる創造神パチャカマックが活躍する。
中部高地のワロチリ地方には4柱の創造神、ヤナムカ・トゥタニャムカ（ヤナムカ・インタナムカ）、ワリャリョ・カルウィンチョ、パリアカカ、コニラヤ・ビラコチャ（クニラヤ）の神話が伝えられている。
このほか、北高地のワマチューコ地方にも独自の神話が残っている。
北高地南部では、4つの世界、すなわちワリウィラコチャルナ（人類が洞窟に住み、無心に暮らす）、ワリルナ（定住して農業をし、創造神を知る）、プルンルナ（王や戦士が生じ、また海岸低地に進出）、アウカルナ（王国間で戦争）が次々に交代したという伝承がある。
また、南高地のチチカカ湖周辺にも、プルンパチャ、カリャックパチャ、プルンカチャ・ラカプティン、トナパ・ビラコチャという4つの世界が次々に現れたという伝承がある。
インカ民族を最初に支配したのはマンコ・カパックとされている。（詳細はインカ帝国#言語を参照。）
なお、マンコ・カパックは4人兄弟の末っ子であるが、アメリカ大陸では一般的にこの「4」という数字が神聖視されている。

### 太陽の神話
インカ帝国の国教は太陽神信仰であったとされるが、創世神話において太陽は他の神に作られることはあっても太陽自体が主神の役割をすることはなかった。
パチャクテクを皇帝とするインカ帝国が諸民族を征服、支配した後で、帝国の支配の正当性を示すべく、昔からの神話を解釈し直して新たな神話を作り出した。ユパンキ（パチャクテクの初名）の物語は、太陽を父とするパチャクテクによる征服を正当化するものである。

### 帝国崩壊後の神話
インカ帝国が崩壊した後、国家的祭祀と神話はじきに消滅してしまったが、アンデス各地に根強く伝わっていた神話、信仰、儀礼は残った。
ワマニをはじめとする山上の神、地母神パチャママへの信仰は強固に残存した。
また、神秘的な力を持った物や表象物や場所、神格、神像をさす『ワカ』という概念も信仰され続けた。
雷や稲妻も天の神の姿の1つとされて信仰され、雨を降らせる力にも関連づけられた。
パチャママは神話にはあまり登場しないものの、近代になっても農民がトウモロコシで作った酒を大地に撒き、地下にあって大地の作物を増殖させると信じられているパチャママを讃えている。

## 主な神々

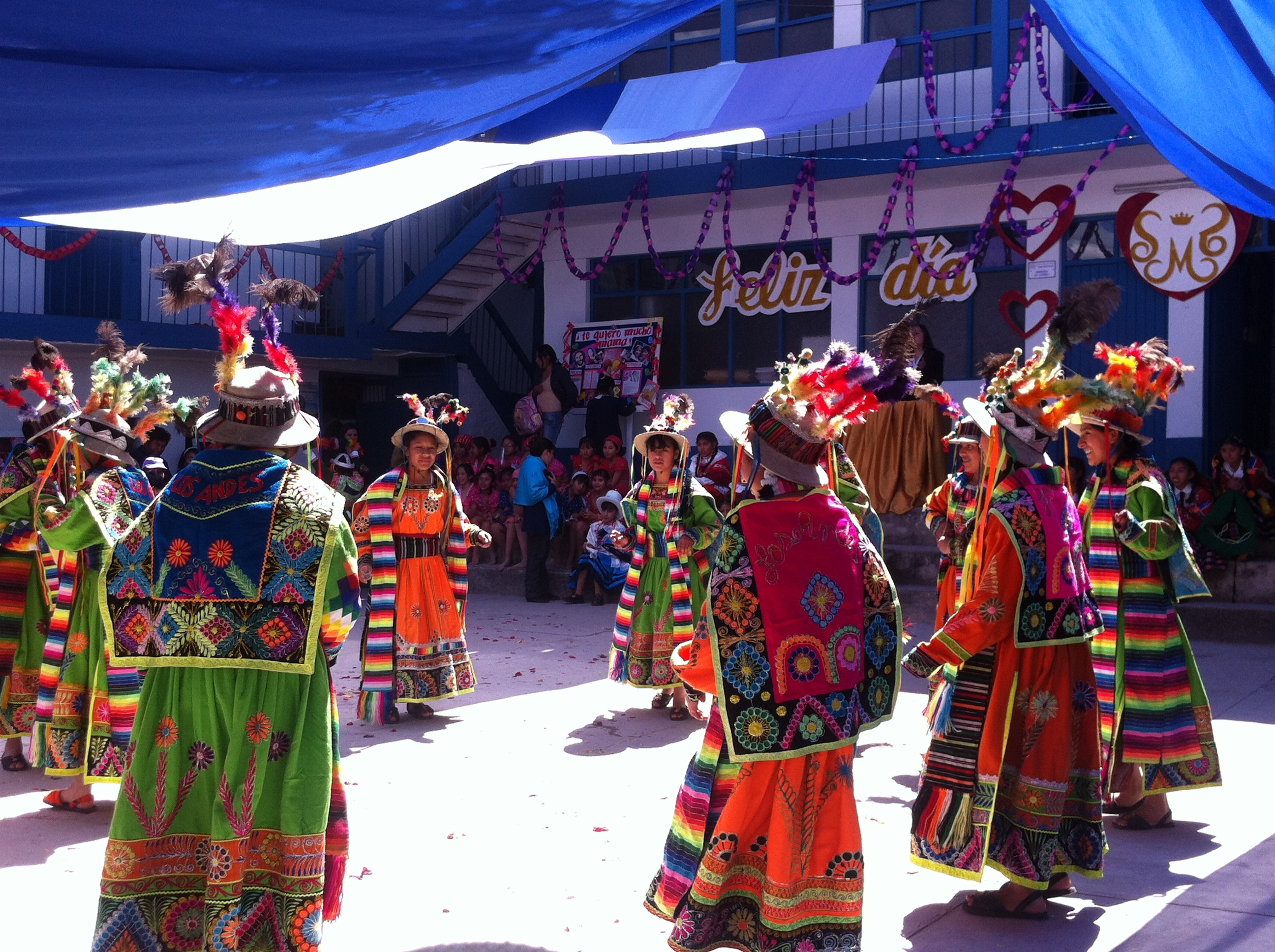
ケチュア民族の祭りの風景

- 神の一覧#インカ神話の神々を参照。